# The Sea Devils
The Sea Devils (Les Démons des Mers)  est le soixante-deuxième épisode de la première série de la série télévisée britannique de science-fiction Doctor Who. Il fut originellement diffusé en six parties, du 26 février au 1er avril 1972.

## Accroche
Le Docteur et Jo rendent visite au Maître dans la prison de haute sécurité sur une île au sud des côtes de l'Angleterre. À leur arrivée, des rumeurs racontent que des bateaux disparaissent mystérieusement dans les environs.

## Distribution
- Jon Pertwee — Le Docteur
- Katy Manning — Jo Grant
- Roger Delgado — Le Maître
- Clive Morton — Trenchard
- Declan Mulholland — Clark
- Hugh Futcher — Hickman
- Brian Justice — Wilson
- Terry Walsh — Barclay
- Stanley McGeagh — Drew
- Royston Tickner — Robbins
- Neil Seiler — Opérateur Radio
- Martin Boddey — Walker
- Edwin Richfield — Capitaine Hart
- June Murphy — 3e Officier Jane Blythe
- Norman Atkyns — Amiral
- Donald Sumpter — Commandant Ridgeway
- David Griffin — Lt. Commandant Mitchell
- Brian Vaughan — Lt. Commandant Watts
- Christopher Wray — Ldg. Marin Lovell
- Alec Wallis — Ldg. Telegraphiste Bowman
- Eric Mason — CPO Smedley
- John Caesar — CPO Myers
- Colin Bell — CPO Summers
- Rex Rowland — A/B Girton
- Peter Forbes-Robertson — Le chef des Démons des Mers
- Pat Gorman — Démon des Mers

## Résumé
Le Docteur et Jo visitent le Maître, dorénavant emprisonné sur une petite île par les agents d'UNIT. Seul prisonnier de l'île, le Maître est emprisonné indéfiniment et gardé par des caméras de surveillance et de nombreux soldats armés entraînés pour échapper à son pouvoir hypnotique. Même s'il se déclare repentant, il refuse d'indiquer l'endroit où est caché son TARDIS. Alors qu'ils partent de l'île, Jo et le Docteur sont avertis par le gouverneur, le Colonel Trenchard que des bateaux semblent disparaître mystérieusement dans les environs.
Le Docteur ne peut pas résister à l'envie d'enquêter, et alors qu'il visite un fort abandonné non loin, il est attaqué par une sorte de "Silurien" aquatique que les hommes du fort appellent des "Démons des Mers." S'échappant du fort, ils avertissent la base navale la plus proche, celle du Capitaine John Hart qui s'allie avec le Docteur bien que le prenant pour un fou. Celui-ci est chargé par la marine de changer le fort en une station de test pour les équipements Sonar.
Peu de temps après, le Docteur découvre que Trenchard est du côté du Maître et persuadé que celui-ci va l'aider à lutter contre les ennemis du pays. Ayant fait de la prison son quartier général, le Maître vole l'équipement de la base navale afin de construire une machine permettant de contrôler les Démons des Mers. Le but du Maître étant d'utiliser les reptiles comme soldats afin de pouvoir conquérir la Terre. Sa machine permet à certains d'entre eux de remonter à la surface. Trenchard découvre que le Maître n'a pas l'intention de sauver la Terre et se fera abattre par les Démons des mers.
Alors que le Docteur est gardé à la prison puis réussi à s'enfuir grâce à l'aide de Jo, un sous-marin chargé des tests de sonars, disparaît après avoir entendu un sous étrange au fond des mers. Hart, alors chef des opérations, en informe le Docteur qui se propose pour aller sous la mer où il rencontre les Démons des mers et rencontre leur chef. Il tente alors d'engager des négociations pacifiques expliquant qu'il a autrefois tenté un arrangement entre les Siluriens et les terriens. Hélas, la négociation est rompu à la suite d'une attaque sous-marine venant d'un politicien pédant, du nom de Robert Walker. Celui-ci pense réussir à contrôler la situation en envoyant des missiles nucléaires, malgré l'opposition d'Hart et de Jo.
L'attaque constitue aux yeux des démons des mers une preuve de la mauvaise foi des humains et ceux-ci se tournent vers les conseils du Maître. Emprisonné, le Docteur est toutefois sauvé involontairement par les occupants du sous-marin. De retour sur la terre ferme, le Docteur tente de convaincre Walker d'arrêter les hostilités, mais la base navale est alors envahit par le Maître aidés de nombreux Démons. Le Maître force le Docteur à l'aider à construire une machine qui permettra de faire revivre les colonies des Démons des Mers cachées un peu partout à travers le monde. Seulement, une fois cet appareil construit, les deux seigneurs du temps sont enfermés par le chef des démons des mers qui ne voit pas l'intérêt de s'encombrer d'eux.
Seulement, le Docteur semble avoir inversé la polarité de la machine et ce sabotage provoque une réaction en chaîne qui détruit la colonie des Démons des mers et poussent ceux qui sont sur Terre à s'enfuir. Le Docteur réussit à s'enfuir avec le Maître, mais celui-ci réussit à lui échapper en hypnotisant un des médecins chargé de l'examiner après une fausse crise cardiaque.

### Continuité
- L'emprisonnement du Maître a eu lieu à la fin de « The Dæmons » mais le Docteur recherche toujours son TARDIS. Le Docteur admet qu'il fut son ami lorsqu'ils étaient ensemble à l'école. Le Maître avoue avoir appris l'existence des Démons des Mers grâce aux fichiers des Seigneurs du temps volés au début de « Colony in Space ».
- Les Siluriens font leur réapparition après l'épisode « Doctor Who and the Silurians » que le Docteur résume à Jo. Il estime s'être trompé en les appelant des Siluriens et qu'il serait préférable de les appeler des Eocenes. De plus Walker dit s'inspirer du bombardement des cavernes siluriennes par le Brigadier Lethbridge-Stewart à la fin de cet épisode-ci.
- Jo réutilise son don "d'escapologie" mentionné dans « Terror of the Autons » afin de libérer le Docteur de ses menottes.
- Le tournevis sonique du Docteur peut détecter les mines.
- C'est la première fois que l'on entend entièrement l'expression "reverse the polarity of the neutron flow" (inverser la polarité du flux de neutrons).
- Il s'agit du dernier épisode du troisième Docteur dans lequel le TARDIS n'est jamais vu à l'écran.